# مقاطعة بلاتي (نبراسكا)
مقاطعة بلاتي (بالإنجليزية: Platte County)‏ هي إحدى مقاطعات ولاية نبراسكا في الولايات المتحدة الأمريكية.